# آدرین برودی
آدرین نیکلاس برودی (انگلیسی: Adrien Nicholas Brody؛ زادهٔ ۱۴ آوریل ۱۹۷۳) بازیگر آمریکایی است. او در سال ۲۰۰۲ به‌خاطر بازی در نقش ووادیسواف اشپیلمان در درام جنگی پیانیست ساختهٔ رومن پولانسکی جایزه اسکار بهترین بازیگر مرد را به‌دست آورد. او جوان‌ترین بازیگری است که در سن ۲۹ سالگی جایزه اسکار در این رشته را کسب کرده است. او همچنین برای همین فیلم دومین بازیگر مرد آمریکایی شد که جایزه سزار بهترین بازیگر مرد را دریافت کرد. برودی در بروتالیست (۲۰۲۴) برای بازی در نقش بازمانده هولوکاست که به ایالات متحده مهاجرت می‌کند، برنده جایزه گلدن گلوب بهترین بازیگر مرد شد و دومین جایزه اسکار بهترین بازیگر مرد را بدست آورد.
برودی همچنین در فیلم‌های خط باریک سرخ (۱۹۹۸)، روستا (۲۰۰۴)، کینگ کونگ (۲۰۰۵)، هالیوودلند (۲۰۰۶)، کادیلاک رکوردز (۲۰۰۸)، غارتگران (۲۰۱۰)، ببین چگونه می‌دوند (۲۰۲۲)، و بروتالیست (۲۰۲۴) ایفای نقش کرده است. او مکرراً با فیلمساز وس اندرسن همکاری داشته است و در فیلم‌هایش دارجلینگ محدود (۲۰۰۷)، آقای فاکس شگفت‌انگیز (۲۰۰۹)، هتل بزرگ بوداپست (۲۰۱۴)، گزارش فرانسوی (۲۰۲۱) و استروید سیتی (۲۰۲۳) ظاهر شده است. او سالوادور دالی را در نیمه‌شب در پاریس (۲۰۱۱) ساختهٔ وودی آلن و آرتور میلر را در بلوند (۲۰۲۲) ساختهٔ اندرو دامینیک به تصویر کشید.

## زندگی و حرفه

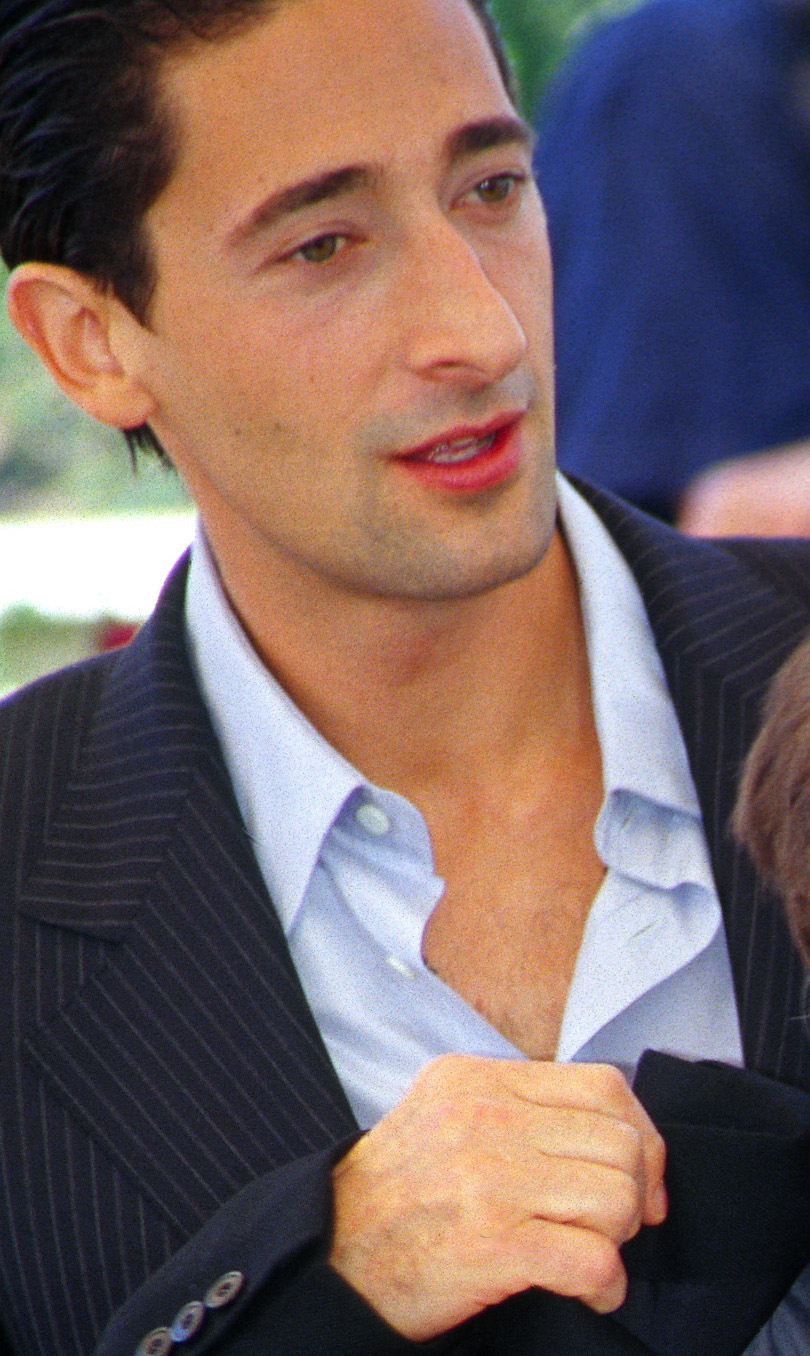
آدرین برودی در سال ۲۰۰۲

آدرین نیکلاس برودی در ۱۴ آوریل ۱۹۷۳ در جکسون هایتس، کوئینز واقع در نیویورک سیتی زاده شد. مادر او سیلویا پلاچی یک عکاس، و پدرش الیوت برودی پروفسور بازنشسته تاریخ و نقاش است. پدرش اجداد یهودی دارد؛ مادرش زادهٔ بوداپست و فرزند پدری کاتولیک و مادری یهودی است. برودی می‌گوید که بدون ارتباط قوی با یهودیت یا مسیحیت بزرگ شده است.
برودی در دوران کودکی در جشن‌های تولد کودکان اجرا می‌کرد. پدر و مادرش او را در کلاس‌های بازیگری ثبت نام کردند تا از بچه‌های خطرناکی که با آنها معاشرت می‌کرد فاصله بگیرد. او در اردوی تابستانی در کمپ هنرهای لانگ لیک در آدیرونداک در بالاایالت نیویورک شرکت کرد. برودی پیش از انتقال به کالج کوئینز، برای یک ترم در دانشگاه استونی بروک حضور یافت.
عمده شهرت برودی به خاطر بازی در فیلم پیانیست (۲۰۰۲) و دریافت جایزه اسکار در همان سال بوده است. او برای ارائه بهترین بازی در نقش کسی که تمام داشته‌هایش را از دست داده، در طول ۶ هفته نزدیک به ۱۴ کیلوگرم وزن کم کرده بود. برودی در طول مدت ساخت فیلم بسیاری از اموال شخصی‌اش (شامل آپارتمان و ماشینش) را رها کرده و خود را از خانواده و دوستانش جدا نموده بود.
بینی آدرین ۳ بار شکسته شده است. او در سال ۱۹۹۲ در یک تصادف موتورسیکلت از روی یک ماشین پرتاب شد و به شدت صدمه دید و حدود یک ماه در بیمارستان بستری بود. در سال ۱۹۹۹ بینی آدرین در پشت صحنهٔ فیلم شکست اما او حاضر نشد که بینی‌اش را جراحی کند و آن را یکی از ویژگی‌های مهم خود معرفی کرد.
برودی در آستانهٔ ستاره شدن نامزد دریافت جایزهٔ ایندیپندنت اسپریت شد. او به خاطر روش منحصربه‌فردش در بازیگری با آل پاچینو مقایسه شده است.
برودی بعد از بازی در پیانیست در ۴ فیلم کاملاً متفاوت ظاهر شد. او در فیلم روستا در نقش نوا پرسی، مرد جوان معلول ذهنی ظاهر شد.
در سال ۲۰۰۵ برودی در فیلم کینگ کونگ به عنوان نویسنده (جک دریسکول) ایفای نقش کرد و در همان سال در فیلم ژاکت حضور یافت. برای ایفای نقش جک استارکس، برودی مدتی در یک زندان اقامت کرد تا به شخصیت استارکس نزدیک‌تر شود. آدرین در طول تصویربرداری ژاکت از کارگردان تقاضا کرد که او را در سردخانه قرار دهند تا بیشتر بتواند احساس ترس را در خود حس کند و به تماشاگر انتقال دهد. آدرین در لیست ۱۰۰ چهره محبوب جهان که توسط شبکه VH1 ارائه شد، در جایگاه ۲۱ قرار گرفت. در سال ۲۰۰۴ او به عنوان بهترین مرد با پوشش کامل در آمریکا توسط مجله اسکوایر (Esquire) انتخاب شد.

## فیلم‌شناسی

### فیلم
| سال  | عنوان                     | نقش                      | کارگردان          | توضیحات |
| ---- | ------------------------- | ------------------------ | ----------------- | --- |
| ۱۹۸۹ | داستان‌های نیویورکی        | مِل                       | وودی آلن          | |
| ۱۹۹۳ | پادشاه تپه                | لستر سیلورستون           | استیون سودربرگ    | |
| ۱۹۹۴ | فرشتگان در زمین بیس‌بال    |                          |                   | |
| ۱۹۹۶ | گلوله                     | رابی استاین              | جولین تمپل        | |
| ۱۹۹۶ | سولو                      | دکتر بیل استوارت         | نوربرتو باربا     | |
| ۱۹۹۷ | آخرین باری که خودکشی کردم |                          |                   | |
| ۱۹۹۸ | رستوران                   | کریس کالووی              | اریک بروس         | نامزد - بهترین بازیگر نقش اصلی جوایز مستقل اسپریت |
| ۱۹۹۸ | خط قرمز باریک             | جفری فایف                | ترنس مالیک        | |
| ۱۹۹۹ | تابستان سام               | ریچی ترینگل              | اسپایک لی         | |
| ۱۹۹۹ | اکسیژن                    | هری هودینی               | ریچارد شپارد      | |
| ۱۹۹۹ | ارتفاعات آزادی            | ون کورتزمن               | بری لوینسون       | |
| ۲۰۰۰ | نان و گل‌های سرخ           | سم شاپیرو                | کن لوچ            | |
| ۲۰۰۰ | گل‌های هریسون              | کایلی موریس              | الی شوراکی        | |
| ۲۰۰۱ | امور گردنبند              | نیکلاس دی لا موت         | چارلز شایر        | |
| ۲۰۰۲ | پیانیست                   | ووادیسواف اشپیلمان       | رومن پولانسکی     | برنده جایزه اسکار بهترین بازیگر نقش اول مرد برنده جایزه بهترین بازیگر نقش اصلی مرد انجمن منتقدان فیلم بوستون برنده جایزه سزار بهترین بازیگر مرد برنده جایزه بهترین بازیگر مرد جامعه ملی منتقدان فیلم |
| ۲۰۰۳ | کارآگاه آوازخوان          | فرست هوود                | کیث گوردن         | |
| ۲۰۰۴ | روستا                     | نوح پرسی                 | ام. نایت شیامالان | |
| ۲۰۰۵ | ژاکت                      | جک استارکس               | جان می‌باری        | |
| ۲۰۰۵ | کینگ کونگ                 | جک دریسکول               | پیتر جکسون        | |
| ۲۰۰۶ | هالیوودلند                | لوییس سیمو               | آلن کولتر         | |
| ۲۰۰۷ | دارجلینگ محدود            | پیتر وایتمن              | وس اندرسن         | |
| ۲۰۰۸ | برادران بلوم              | بلوم                     | رایان جوهانسون    | |
| ۲۰۰۸ | کادیلاک رکوردز            | لنرد چیس                 | دارنل مارتین      | برنده جایزه بلک ریل برای بهترین تیم بازیگری |
| ۲۰۰۸ | مانولت                    | مانوئل لورانو            | منو میس           | |
| ۲۰۰۹ | شکاف                      |                          | وینچنزو ناتالی    | |
| ۲۰۰۹ | آقای فاکس شگفت‌انگیز       |                          | وس اندرسن         | |
| ۲۰۱۰ | دبیرستان                  | ادوارد هایباو (اد روانی) | جان استالبرگ      | |
| ۲۰۱۰ | غارتگران                  | رویس                     | نیمرود آنتال      | |
| ۲۰۱۰ | آزمایش                    | تریویس کاکسماکبرگ        | پل شیورینگ        | |
| ۲۰۱۱ | گسیختگی                   | هنری بارتس               | تونی کی           | |
| ۲۰۱۱ | نیمه‌شب در پاریس           | سالوادور دالی            | وودی آلن          | نامزد - جایزه بهترین عملکرد تیم بازیگری انجمن منتقدان فیلم سن دیگو |
| ۲۰۱۲ | بازگشت به ۱۹۴۲            | تئودور وایت              | فنگ ژیائوگنگ      | |
| ۲۰۱۳ | کمدی نامناسب              | فلیرتی هری               | وینس آفر          | |
| ۲۰۱۳ | شخص سوم                   | اسکات لوری               | پل هگیس           | |
| ۲۰۱۴ | هتل بزرگ بوداپست          | دمیتری دسگوف             | وس اندرسن         | نامزد - جایزه بهترین تیم بازیگری انجمن منتقدان پخش فیلم |
| ۲۰۱۴ | سرقت آمریکایی             | فرانکی کلی               | سریک آندراسیان    | |
| ۲۰۱۵ | شمشیر اژدها               | تیبریوس                  | دانیل لی          | |
| ۲۰۱۵ | رد گم کردن                | پیتر بوور                | مایکل پترونی      | |
| ۲۰۱۵ | سپتامبرهای شیراز          | اسحاق امین               | وین بلر           | |
| ۲۰۱۶ | شب منهتن                  | پوتر رن                  | برایان دیکوبلیس   | |
| ۲۰۱۷ | کله فشنگی                 | استیسی                   | پل سولت           | |
| ۲۰۱۸ | حمله هوایی                | استیو                    | شیائو فنگ         | |
| ۲۰۲۰ | گزارش فرانسوی             | جولین کادازیو            | وس اندرسن         | |
| ۲۰۲۱ | کلین                      | کلین                     | پل سولت           | |
| ۲۰۲۲ | ببین چگونه می‌دوند         | لئو کوپرنیک              | تام جورج          | |
| ۲۰۲۲ | بلوند                     | آرتور میلر               | اندرو دامینیک     | |
| ۲۰۲۳ | Manodrome                 | Dad Dan                  |                   | |
| ۲۰۲۳ | روح‌شده                    | Leveque                  |                   | |
| ۲۰۲۳ | بهشت احمق‌ها               | چاد لوکس                 |                   | |
| ۲۰۲۳ | استروید سیتی              | شوبرت گرین               |                   | [ ۱۵ ] |
| ۲۰۲۴ | بروتالیست                 | لاسلو توت                |                   | |

### تلویزیون
| سال  | عنوان         | نقش         | توضیحات            |
| ---- | ------------- | ----------- | ------------------ |
| ۲۰۱۴ | هودینی        | هری هودینی  | مینی سریال، ۲ قسمت |
| ۲۰۱۷ | پیکی بلایندرز | لوکا چنگرتا | ۶ قسمت             |
| ۲۰۲۱ | چپلویت        | چارلز بون   | ۱۰ قسمت            |

## جایزه‌ها
- جایزه اسکار بهترین بازیگر نقش اول مرد برای فیلم پیانیست در سال ۲۰۰۲
- جایزه سزار بهترین بازیگر مرد برای پیانیست (۲۰۰۲)
- کاندیدای بفتای بهترین بازیگر نقش اول مرد باری فیلم پیانیست سال ۲۰۰۲
- جایزه گلدن گلوب بهترین بازیگر نقش اول مرد برای فیلم بروتالیست در سال ۲۰۲۵

جایزه اسکار بهترین بازیگر نقش اول مرد برای فیلم بروتالیست در سال ٢٠٢۵